# Mật ong hoa nhãn Hưng Yên
Mật ong hoa nhãn Hưng Yên là nhãn hiệu chứng nhận được Cục Sở hữu trí tuệ cấp cho Chi cục Quản lý chất lượng nông, lâm, thủy sản tỉnh Hưng Yên đối với sản phẩm mật ong được sản xuất từ các vùng nhãn thuộc huyện Khoái Châu, Kim Động, Tiên Lữ, thành phố Hưng Yên. (Quyết định số 34713/QĐ-SHTT).

## Chăn nuôi
Hưng Yên là tỉnh đồng bằng, nguồn hoa cho chăn nuôi ong ít đa dạng, chủ yếu chỉ có nhóm cây ăn quả và cây nông nghiệp. Đặc biệt, toàn tỉnh Hưng Yên có diện tích hơn 3.000 ha nhãn có lợi thế cho phát triển nghề nuôi ong lấy mật. Nuôi ong ở Hưng Yên có 2 mùa, từ tháng 2 đến tháng 5 và từ tháng 9 đến tháng 10. Tuy nhiện, vụ mật chính là mùa hoa nhãn, vải trong tháng 4; ngoài ra còn có vụ mật phụ vào mùa hoa táo cuối tháng 9.
Mật ong hoa nhãn có mùi hương hoa nhãn đặc trưng. Nuôi ong tai Hưng Yên mỗi năm mang lại lợi nhuận 1,2 - 2,5 triệu đồng/đàn ong. Toàn Hưng Yên có khoảng 10.000 đàn ong mật, hàng năm cung cấp cho thị trường trong nước và xuất khẩu hơn 100 tấn cho trị giá hơn 10 tỷ đồng.